# 高斯山 (斯科特海岸)
76°19′S 162°2′E / 76.317°S 162.033°E
高斯山（德語：Mount Gauss），是南極洲的山峰，位於維多利亞地的斯科特海岸，處於高斯山北面，由英國探險隊發現，由德國數學家和天文學家卡爾·弗里德里希·高斯命名，現時由南極條約體系管理。